# Filip d'Acarnània
Filip d'Acarnània (en grec antic: Φίλιππος, llatí: Philippus), nascut a Acarnània, va ser un amic i metge d'Alexandre el Gran.
És conegut per història explicada per diversos autors: quan Alexandre va patir un atac de febre l'any 333 aC a Cilícia per haver-se banyat a les aigües gelades del riu Cidnos, després d'haver suat molt, va cridar al seu metge. Parmenió va advertir al rei que Filip havia estat subornat per Darios III de Pèrsia per enverinar-lo, però el rei no el va creure i no va dubtar de la fidelitat del metge. Filip va donar un beuratge al rei i aquest, mentre el bevia, va donar la carta de denúncia al metge, mirant-se'l als ulls amb insistència. Com que el rei es va recuperar l'acusació va ser considerada falsa i Alexandre va mantenir la confiança en l'honestedat de Filip.